# Max Adolf Wagenführer
Max Adolf Wagenführer (* 1. November 1919 in Coburg; † 19. Oktober 2010) war ein deutscher evangelischer Theologe und von 1939 bis 1945 Assistent am Institut zur Erforschung und Beseitigung des jüdischen Einflusses auf das deutsche kirchliche Leben.

## Leben
Wagenführer, der aus Franken stammte, studierte Evangelische Theologie an der Universität Jena, wo er ein Schüler von Walter Grundmann und dessen Assistent wurde. 1938 trat er der NSDAP bei. 1939 wurde er hauptamtlicher Mitarbeiter des nach Plänen von Grundmann auf Betreiben maßgeblicher Kreise der Deutschen Christen durch elf evangelische Landeskirchen in Eisenach gegründeten Instituts. Er leitete die Arbeiten an einem neuen Katechismus unter dem bezeichnenden Titel Deutsche mit Gott und an einem judenreinen Gesangbuch. Im Juli 1940 wurde er in Jena mit einer neutestamentlichen Dissertation zum Dr. theol. promoviert. Ab 1943 war er zum Wehrdienst eingezogen.
Nach dem Ende des Zweiten Weltkriegs kam er an die Lutherkirche nach Köln-Nippes und wurde zunächst in den Pfarrdienst der Rheinischen Kirche übernommen. 1949 wurde er wegen seiner fehlenden Ordination vorübergehend suspendiert und wechselte in den Schuldienst. 1953 kam er zurück in den Pfarrdienst, wurde ordiniert und erhielt eine Berufung an die neuerbaute Erlöserkirche in Weidenpesch. Von 1970 bis 1982 war er Pfarrer in Prien am Chiemsee.
Er war verheiratet mit Ruth, geb. Michaelis. Der Mathematiker Ekkehard Wagenführer (* 1944) ist ein Sohn des Paares.

## Schriften
- Die Bedeutung Christi für Welt und Kirche : Studien zum Kolosser- und Epheserbrief. Wigand, Leipzig 1941, zugl. Jena, Theol. F., Diss., 1941.